# Snuol
Snuol är ett distrikt i Kambodja.   Det ligger i provinsen Kratie, i den sydöstra delen av landet, 180 km öster om huvudstaden Phnom Penh.